# Буале
Буале (сом. Bu'aale) — місто в Сомалі, столиця регіону Середня Джуба. Крім того, місто — адміністративний центр району Буале (Bu'ale District, сом. Degmada Bu'aale).
Буале розташований на півдні долини р. Джуба, місто відоме своїми сільськогосподарськими землями по берегах цієї річки.
Буале — конституційна столиця автономного утворення Джубаленд, до складу якого входить регіон Середня Джуба. Буале цей статус був присвоєний 2 квітня 2013 р